# Храм Аннамалаияра
Храм Аннамалаияра (Тамильский:திருஅண்ணாமலையார் திருக்கோயில், tiruaṇṇāmalaiyār tirukkōyil) — знаменитый индуистский храм, посвященный богу Шиве, расположенный у подножия холма Аннамалаи в городе Тируваннамалай индийского штата Тамил-Наду. Его божествами являются Аннамалаияр или Аруначалешвар (Шива в форме Шива-лингама) и Уннамалаиял (Апитакучамбал — Парвати). Это храм является одним из крупнейших в Индии.
В шиваизме этот храм занимает особое место, являясь к тому же одним из пяти Панча Бхута Стхаламов (один из пяти великих храмов, связанных с пятью основными элементами) — связан с элементом огонь. Другие четыре: Тхируванаикавал Джамбукешвара (вода), Чидамбарам (эфир), Канчи Экамбарешвара (земля) и Калахасти Натхар (воздух).

## История
Впервые храм упоминается в работах поэта Наккирар, поэтому можно считать, что ему не менее двух тысяч лет. По всей видимости, в то время храм мог быть лишь простой деревянной постройкой. Нынешнее каменное сооружение и гопурамы были построены приблизительно 1200 лет назад. Об этом сообщает надпись на здании, которую сделали во время правления царей Чола (IX век н. э.).

## Архитектура
Общая площадь храмового комплекса составляет 24 акра (97 тыс. м2). Он содержит 9 гопурамов. Четыре из них стоят по середине стен. Длина западной и восточных стен — 213 метров, южной — 451, северной — 484. Стены и башни храма украшены прекрасными статуями. Украшающий ворота восточный гопурам получил название Раджагопурам. Это одиннадцати ярусная постройка площадью 41 на 30 метров.